# Vjesnikova sfinga
Vjesnikova sfinga je bila hrvatska zagonetačka revija iz Zagreba. Prvi broj izašao je 1981. godine. Nastavljao je list Sfinga skandinavke. Izlazio je polumjesečno do 1992. godine. Izdavač je bio Vjesnik. ISSN je 1330-2574. Glavni urednici bili su Branko Lipanović, Krunoslav Poljak, Borivoj Jurković i Želimir Kušić.